# ヒャルマル・シャハト
ホレス・グリーリー・ヒャルマル・シャハト（Horace Greeley Hjalmar Schacht ドイツ語発音: [ˈjalmaʁ ˈʃaxt], 1877年1月22日 - 1970年6月3日）は、ドイツ国の経済学者、政治家、銀行家。ライヒスバンク総裁（在任：1923年 - 1930年、1933年 - 1939年）、ドイツ経済相（在任：1934年 - 1937年）。名前についてシャハトの後妻であるマンシにインタビューした川瀬泰史によれば、ヤルマールが正しいという。

## 経歴

### 前半生
当時プロイセン王国のシュレスヴィヒ＝ホルシュタイン州(de:Provinz Schleswig-Holstein)に属していたティングレフに生まれる（現在はデンマーク領）。父はヴィルヘルム・レオンハルト・ルートヴィヒ・マクシミリアン・シャハト（Wilhelm Leonhard Ludwig Maximillian Schacht）。母はコンスタンツェ・ユスティーネ・ゾフィー・シャハト（Constanze Justine Sophie Schacht）（旧姓フォン・エッガース(von Eggers)）。母は男爵令嬢だった。
両親は1870年代前半にアメリカ合衆国へ移住。父ヴィルヘルムはアメリカ合衆国市民権を取得した。父ヴィルヘルムはアメリカのジャーナリズムの先進性に感銘を受け、シャハトの名前もアメリカのジャーナリストホレス・グリーリーに因んでいる。しかし、ヴィルヘルムはアメリカで定職を得ることができずに1876年の秋にドイツに帰国した。
1895年から1899年にかけてドイツのキールやベルリン、ミュンヘンなどの大学で経済学を学んだ。経済学に興味を抱いたきっかけはミュンヘン大学でルヨ・ブレンターノの講義を受講したことだった。ヴィルヘルム・ハスバッハの指導下で博士論文（イギリス重商主義理論小史）を完成させ、1899年に経済学の博士号を取得した。この論文はその後ベルリン大学でグスタフ・フォン・シュモラーのゼミに参加した際に、シュモラーから高く評価され、出版を勧められるほどで1900年に出版し、1963年には邦訳もされた。
1903年にドレスナー銀行に入社し、経済室長となった。同年にルイーゼ・ゾーアと結婚し、長女インゲが1910年には長男エンスが生まれる。1908年には副頭取となった。この時期にはフリードリヒ・ナウマンやパウル・ロールバッハ、ヘルムート・フォン・ゲルラッハらと親交を深め、1906年6月3日（1908年説もある）にはベルリンのフリーメイソンのロッジに加入した。
1916年には私立銀行の「ドイツ国家銀行」(de)の頭取となる。第一次世界大戦中には通貨偽造スキャンダルに巻き込まれた。
第一次大戦後の1918年にはドイツ民主党（DDP）の共同創設者となった。1922年にはドイツ国家銀行をダルムシュタット銀行と合併させて「ダルムシュタット及び国家銀行」(de、ダナート銀行)を設立させた。このダナート銀行は世界恐慌で倒れるまで、羊毛業ノルトヴォレのメインバンクであった。ノルトヴォレは1927年から資本金を倍増させるだけでなく、アムステルダムの子会社を通じて秘密裏に外資を調達した。原毛投機などに失敗して、1931年に破綻しダナート銀行を巻き込んだ。
合併前ダルムシュタット銀行はロスチャイルドと共同してコンソーシアムをつくり、ドイツの政府債・自治体債を引き受けていた。このコンソーシアムは、クレディト・アンシュタルトが参加するまでオーストリア＝ハンガリー帝国の起債を独占した。

### インフレとライヒ通貨委員就任
1923年1月11日に「ドイツ政府がヴェルサイユ条約に定められた賠償金支払義務に不履行があった」としてフランス軍とベルギー軍はルール地方を占領した。このフランスの横暴にドイツでは右翼から左翼に至る全ての政党が憤慨し、ヴィルヘルム・クーノ内閣が主導してルール地方の工場停止など「消極的抵抗」を行ったが、その影響でドイツのマルクは壊滅的な暴落をして、ドイツはハイパーインフレになってしまった。
1923年8月にクーノ政権は崩壊。人民党、中央党、社民党、民主党の連立でグスタフ・シュトレーゼマン内閣が成立した。シュトレーゼマンは「売国奴」の批判を受けようともルール地方占領への「消極的抵抗」を断固中止させ、マルクを安定させる道を選んだ。マルクの立て直しのためにシャハトは民主党内でレンテンマルクの発行を主張した。蔵相ルドルフ・ヒルファーディングやハンス・ルターのもとで新マルク導入が決定されたものの更迭されたため、1923年11月13日にシャハトはフリードリヒ・エーベルト大統領よりライヒ通貨委員(Reichswährungskommissar)に任命された。中央銀行であるライヒスバンク総裁ルドルフ・ハーヴェンシュタイン(de:Rudolf Havenstein)がその役割を果たすべきところだったが、彼は政府と経済人の信用を完全に喪失していた。ヴェルサイユ条約によってドイツ政府はライヒスバンク総裁を独断で任免できなくなったので、結局新しいポストを急遽作ったのであった。
レンテンマルクは金本位制を前提としながらも、ひとまずドイツの不動産や商工業資産を基礎として出された補助通貨であり、1923年11月20日から1兆マルクは1レンテンマルクで交換された。これにより奇跡的にマルクの信用は回復した。翌1924年には金本位のライヒスマルクに置き換えられた。

### ライヒスバンク総裁
1923年12月22日にはハーヴェンシュタインの死で空席となっていたライヒスバンク総裁に任じられた。シャハトはフランスが賠償金取り立てに軍事力を使ったことに反感を持つイングランド銀行総裁モンタギュー・ノーマンと接近した。フランスは引き続きルール地方を占領していたが、これに反発したイギリスはドイツの賠償方法についての専門委員会の創設を求める動きを起こした。アメリカがこれに賛同し、フランスも従わざるを得なくなった。こうしてアメリカのチャールズ・ドーズを委員長としてドーズ委員会が創設された。シャハトは同委員会との交渉に参加した。同委員会は1924年4月には新しい賠償金支払い方式のドーズ案を作成した。
1926年にドイツ民主党の左派寄り・リベラル志向を倦厭するようになり、同党を離党し、右派・保守派と接近するようになった。
1929年2月11日にドイツの新しい賠償方式を決める専門家会議がアメリカの銀行家オーウェン・ヤングを議長としてフランス・パリで開かれた。ドイツの首席代表でシャハトが出席した。しかしシャハトはシュトレーゼマン外相の方針を無視して独断的な行動をとった。対案覚書にドイツ植民地の返還要求やポーランド回廊の返還要求を条件にいれて、あわや決裂しかけたりしている。
結局シャハトは6月7日にはヤング案を受け入れた。ヤング案によりドイツの賠償金額は大幅に減らされた。しかしドイツはこの後も59年にわたって賠償金を払わねばならないことが約定された。これは国家社会主義ドイツ労働者党（ナチ党）をはじめとするドイツ国内の国粋主義運動を活性化させる結果となった。
1929年10月24日、アメリカ・ニューヨークのウォール街の株式市場が大暴落し、世界大恐慌が発生した。ドイツも失業者であふれかえった。ただちに失業保険法が改正されたが、それだけではドイツの財政の均衡の回復はできず、ルドルフ・ヒルファーディング蔵相と大蔵次官ヨハネス・ポーピッツは外債を発行しようと決意し、アメリカの銀行がこれに応じようとしたが、ドイツ帝国銀行総裁として政府から独立した立場にあるシャハトが赤字は租税で賄うべしとして反対を表明。外債を引き受けようとしていたアメリカ銀行も離れてしまい、1929年12月21日にはヒルファーディングとポーピッツは辞職させられる事態となった。

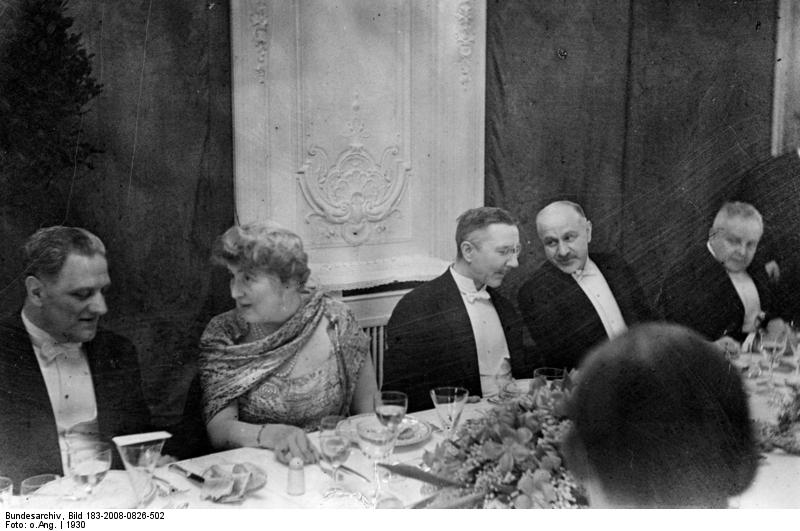
1930年のドイツ・ベルリン。中央がシャハト。

1930年3月6日にはパウル・フォン・ヒンデンブルク大統領と対談してヤング案に反対する意思を伝えた。ヒンデンブルクはシャハトの説得にあたったが、シャハトは聞き入れず、翌3月7日にドイツ帝国銀行総裁職を辞した。

### ナチ党との連携
その後、シャハトは本格的にナチ党に接近した。アドルフ・ヒトラーの『我が闘争』にも強い感銘を受けたという。また、のちに「ヒトラーの銀行」との浮名を流したメルク・フィンク投資銀行の経営者アウグスト・フォン・フィンク・シニアとシュトゥットガルト相互保険公社（Stuttgarter Verein-Versicherungs AG）代表取締役でのち経済大臣に就任したクルト・シュミットが、ベルリンのカイザーホーフ・ホテルで初めてヒトラーと会談したのも当時の1931年2月3日である。
シャハトは10月にはハルツブルク戦線（ナチ党・国家人民党・鉄兜団の反ハインリヒ・ブリューニング内閣共同戦線）に参加した。前述以外にも、自分の友人の銀行家や実業家をヒトラーに紹介し、ナチ党の活動資金確保に尽力した。
クルップ、ユナイテッド・スチール、IGファルベンなど重工業界のナチ党への支援はシャハトの推薦の影響が大きかった。1932年11月29日には政財界人との連名で、ヒンデンブルク大統領に対し、ヒトラーを首相にするよう要請する書簡を送った（Industrielleneingabe）。

### ナチ党政権下

#### ライヒスバンク総裁再任
1933年1月30日にナチ党党首アドルフ・ヒトラーがパウル・フォン・ヒンデンブルク大統領より首相に任命され、ドイツの政権を掌握した。1933年2月20日にはヒトラーはゲーリングの執務室でシャハトを含めた実業界首脳25名を招集。マルクス主義の根絶と再軍備を約し、代わりとしてナチ党への献金を依頼した。この会談でナチ党は300万マルクの献金を取り付けた（de）。
1933年3月16日にシャハトは再びライヒスバンク総裁に任じられた。ヒトラー内閣は国民にインフレの不安を持たせず、また外国から察知されずに軍事費を調達する方法をライヒスバンクに命じた。シャハトらは財源調達の仕組みとして1933年6月に「メフォ手形」の導入を決定した。
メフォ手形は国防軍から注文を受けた企業が手形の振出人となり、メフォと略称される会社が引受人となり、政府が手形支払いの義務を負い、ライヒスバンクが手形の再割引を保証する手形であった。1934年から1937年の間にメフォ手形の総額は204億マルクにも上った。

#### 経済相

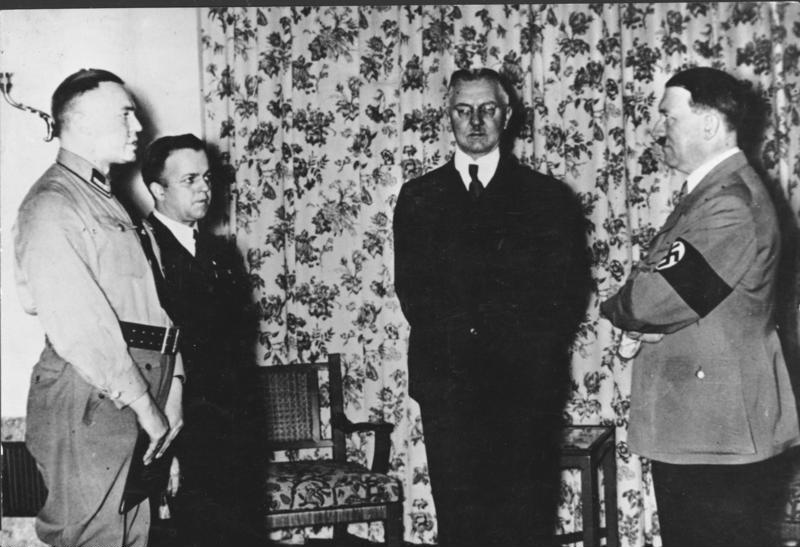
1936年、シャハト経済相（中央）とヒトラー総統（右）

1934年8月2日にクルト・シュミット(de)経済相の辞任に伴い、代わってシャハトが経済相に任命された。1935年5月21日には「戦争経済全権」(Generalbevollmächtigten für die Kriegswirtschaft)にも任じられた。
政権前期のシャハトは思うままにドイツ経済に実権をふるった。市場経済の信奉者であったシャハトは、シーメンスやダイムラー・ベンツ、バイエルやクルップなどの大企業がナチ党の支配や干渉を受けないように努めた。経営者団体と商工会議所をまとめた「ライヒ経団連」（de:Reichswirtschaftskammer）の創設にも携わった。また1937年1月30日にはヒトラーより黄金ナチ党員バッジを授与され、同時にナチ党に入党している（党員番号3,805,230）。
またシャハトは反ユダヤ主義を好ましく思っておらず、シャハトが経済相にあった間はユダヤ人企業をドイツ人企業に安値で売却させる「アーリア化」は徹底されてこなかった。
1936年には四カ年計画がスタートし、全権ヘルマン・ゲーリングは経済分野でも大きな権力を持つことになり、シャハトとの間で摩擦が増えた。シャハトはこの時期から亡命することを考えるようになり、イギリスの高官を通じてアメリカの政府におけるしかるべき地位と亡命の受け入れを求める動きをしていた。
メフォ手形を含む手形の残高が増大する中で、インフレは避けがたくなっていった。1937年にシャハトはライヒスバンク総裁の任期切れを迎えていたが、ヒトラーは留任を望んだ。シャハトは一年後のメフォ手形発行停止をヒトラーに要求して飲ませたことで、1938年にはメフォ手形の発行は停止された。

#### 無任所相
しかし1937年初頭には経済分野での指導権をゲーリングに奪われ、1937年11月に経済相と戦争経済全権委員を解任された。ただし代わりに無任所相に任じられ、形式的な閣僚の地位はその後もしばらく保持した。またライヒスバンク総裁職は保持しつづけたが、本来ライヒスバンクに属していた通貨信用政策と資本市場に対する統制権も奪われていった。軍事費による政府支出と借り入れはますます増大し、1938年にはライヒ政府の国庫は危機的な状態となり、財務相のルートヴィヒ・シュヴェリン・フォン・クロージクとの関係も悪化した。
1939年1月7日、シャハトは「軍事費が増えすぎたせいでインフレーションが起こっている」として、財政金融政策、特に軍事財政の中止を訴える手紙をライヒスバンク理事全員と連名で、ヒトラーに送った。1939年1月19日にはライヒスバンク総裁からも解任された。引き続き無任所相の地位は形式的に保持していたが、それも1943年1月に失った。シャハトはナチ党政権中枢に最後まで残っていたブルジョワ代表であった。

#### 逮捕
1944年7月20日に、クラウス・フォン・シュタウフェンベルク大佐を中心にしたヒトラー暗殺未遂事件が発生。シャハトは事前にこの暗殺計画への参加を持ち掛けられてはいたが、「ヒトラー内閣に代わって樹立される新政府についてもう少し知る必要がある」と曖昧な返答して距離を保ち、計画には加わっていなかった。しかし事件後には連座していたとされて1944年7月29日に逮捕された。このとき長女インゲの夫であるヒルガー・フォン・シェルペンベルクも逮捕され、禁固2年の判決を受けた。
その後はラーフェンスブリュック強制収容所、ついでフロッセンビュルク強制収容所に“特殊囚人”として収容されたが、1945年4月にドイツ国内に進軍してきたアメリカ軍によって解放された。

### ニュルンベルク裁判

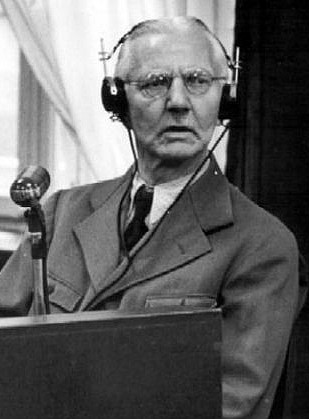
ニュルンベルク裁判の証言台についたシャハト

解放後は、一転ナチス独裁政権の強化に貢献した疑いでアメリカ軍により逮捕された。ヘルマン・ゲーリング、カール・デーニッツ、アルベルト・シュペーア、ヴィルヘルム・カイテルなど大物捕虜を集めたルクセンブルク・バート・モンドルフの収容所に収容された。
ニュルンベルク裁判にかけるために1945年9月に他の被告人達とともにニュルンベルク刑務所へ移送された。シャハトは第一起訴事項「侵略戦争の共同謀議」と第二起訴事項「平和に対する罪」で起訴された。起訴状を届けられた際に刑務所付精神分析官グスタフ・ギルバートに感想を求められると「私がなぜ起訴されるのか全く分からない」と答えた。
シャハトは自分がナチスと無縁であることを示すために他の被告と関わりたがらず、自ら進んで孤立していた。「何の罪も犯していない」自分が被告人にされたことについてシャハトは「ジャクソン氏は、裁判が公正であることを示すために一人無罪になる者を入れようとして、私を被告人にしたのだよ」と語っていた。
裁判の証人席にたった被告人のうちシャハトだけがドイツ語ではなく英語で証言した。おそらくアメリカとの関係が深い自分の出自を印象付けるためだったと思われる。
しかしアメリカ検事ジャクソンはシャハトに手心を加えるつもりはなく、「被告の中でも最も軽蔑すべき人物はシャハトだ。シャハトには選択の自由があった。ナチ党に協力することもできれば、反対することもできたんだ。ナチスを政権に押し上げる上で、あの男ほど一個人として貢献した者はおらんよ」と語っていた。

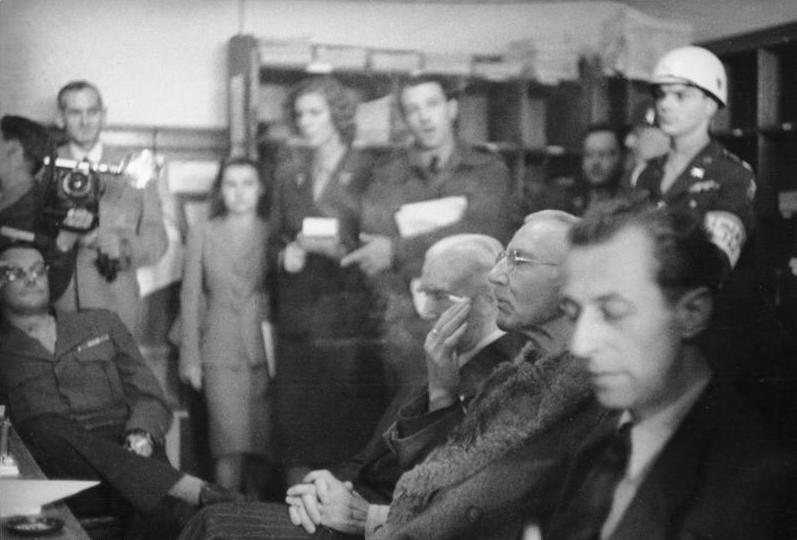
ニュルンベルク裁判で無罪判決を受けて釈放された三人。手前からフリッチェ、シャハト(タバコを吸っている人物)、パーペン

証言台に立ったシャハトは自分がいかにヒトラーに抵抗して戦争回避に努力したかを強調した。1946年4月30日からの弁護側尋問で「私はドイツの軍備が近隣諸国と同程度にならなければならないと確信したが、絶対にそれ以上のものであってはならないと考えた。最初のうちは立派な人たちがナチ党に加入したり、親衛隊の名誉隊員に加わったりした。そのため私はヒトラーが戦争を回避できる男だと思っていた。しかし幻滅の時が来た。それでも私は政府に留まる決心をした。それ以外に私がブレーキを果たす機会がないから」、「私は1934年のレーム一揆でのヒトラーの非合法的な粛清を批判し、同年のシャルンホルスト艦上での祝賀会でもヒトラーに二通の覚書を手渡し、ナチ党の教会に対する敵意、ユダヤ人への虐待、ゲシュタポの非合法活動がドイツの通商に大打撃を与えている事実を警告した。同年8月にもケーニヒスベルクでの演説で同じことを主張し、ゲッベルスの反対を無視してその演説内容を25万部印刷して各方面にばらまいた。それによって私はヒトラーの信頼を失った」、「わたしは四カ年計画の立案でも無視され、一言の相談を受けなかった。ゲーリングが私の職責である経済問題に手を伸ばし始めたので、私は1937年8月に辞表を叩きつけた。しかしヒトラーは私の国内外での名声を考慮して辞表を受けたがらなかった」と証言した。
また1940年春にフランスから凱旋したヒトラーがシャハトの賛辞と軍備増強に反対したことへの反省の言葉を期待して得意げに「シャハト君、どうだね？」と聞いてきたが、自分は「神の御加護がありますように」と述べて突き放したと証言した。さらに戦争でふところを肥やしたという非難に対して「私がヒトラーからもらったのは絵画1枚だけだ。よく調べてみたらそれは偽物だったので突き返した」と述べた。この証言で法廷が爆笑に包まれた。
5月2日から始まった検察側尋問でアメリカ検事ジャクソンは四カ年計画責任者ゲーリングへ宛てて送ったシャハトの手紙を提出した。その中でシャハトは「世界市場においてドイツの開かれた機会をつかむために一時軍備を削減する必要」を訴えており、「そうすれば輸出が増大し、近い将来軍備増強ができる」「軍備の一時停止は将兵の訓練の時間を与えることにもつながり、これまでの軍備の技術的結果を再検討して改善の余地を与える物である」と説いていた。これによってジャクソンはシャハトが平和のために軍備増強の停止を訴えていたのではないという印象を法廷に持たせようとした。これに対してシャハトは「それは戦術的な書簡である。私の希望は軍備増強ではなく、軍備の制限にあるのだ。だがゲーリングに率直に言っては聞き入れられるわけがないからだ」と返答した。

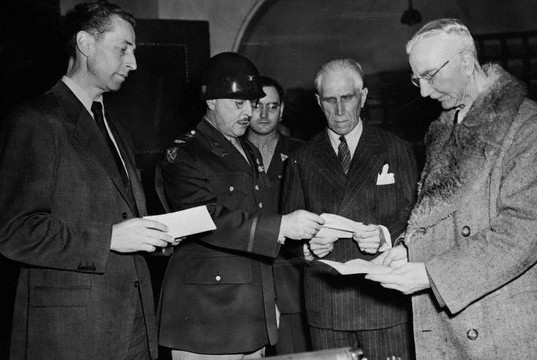
ニュルンベルク裁判で無罪判決を受けて釈放された三人。左からフリッチェ、刑務所長バートン・アンドラス大佐、パーペン、シャハト

ジャクソンはシャハトが党幹部とともに行進している写真、ナチ式敬礼をしている写真、ユダヤ人の店の顧客になる者を「反逆者」と批判した演説、シャハトがナチ党に献金していたことなどを次々と証拠として提出した。さらにジャクソンは1940年にヒトラーがパリより凱旋した時のニュース映像を法廷で流した。そこにはシャハトが自らヒトラーの方へ近づいていって、両手でヒトラーの手を握って激しくふっている姿が映っていた。これによって1940年の対仏勝利の際にヒトラーを冷たく突き放したというシャハトの証言が信用ならないことを証明した。
さらに1938年のアンシュルスでオーストリア中央銀行をライヒスバンクに併合する際にシャハトが「私が総裁である限り、ライヒスバンクは国家社会主義的であることをやめない」と演説したことを指摘した。そのうえで「これらは被告がナチス政権に対する誓いを放棄したと称している時期と相反しているが、どういうことなのだろうか」と追及した。シャハトもこれにはぐうの音も出ず、「私はドイツの敵となった男に対してはどんな事もする決心であった。私は自分の手でヒトラーを殺したかったのだ」とだけ述べて証言台を去った。
1946年10月1日の判決は「シャハトはドイツの再軍備計画の中心人物であり、彼の取った手段、特にナチ政権の初期におけるそれは、ナチ・ドイツを軍事勢力として急速に上昇せしめたことに対して責任がある。しかし再軍備そのものは憲章のもとでの犯罪ではない。憲章6条のもとでの平和に対する罪とするためには、シャハトが侵略戦争を遂行するためのナチ計画の一部として、再軍備を実行したことが示されなければならない。シャハトは他の欧州諸国と平等の立場にたった外交政策を遂行できるように強力で独立したドイツ建設を目指して再軍備計画に参加したと主張しており、ナチが侵略目的のために再軍備しつつあることを発見するや、彼は再軍備の速度の遅滞化に努めたと陳述した。シャハトは最初は地位から去ることによって、後には暗殺によってヒトラーを除去する計画に参加した。1936年に早くもシャハトは再軍備の制限を主張し始めた。もし彼の主張した通りの政策が実行されていれば、ドイツは欧州戦争準備をなすことはなかったであろう」としてシャハトを第一起訴事項、第二起訴事項ともに無罪とした。
彼は無罪判決を当然のものとして受け取った。ただこの判決は連合国内でも意見が真っ二つに分かれたものであり、シャハトはかろうじて無罪判決を受けたにすぎなかった。シャハトについてソ連判事イオナ・ニキチェンコは有罪を強硬に主張し、アメリカ判事もニキチェンコに同調していたが、イギリスとフランスの判事が無罪を主張していた。

### 戦後

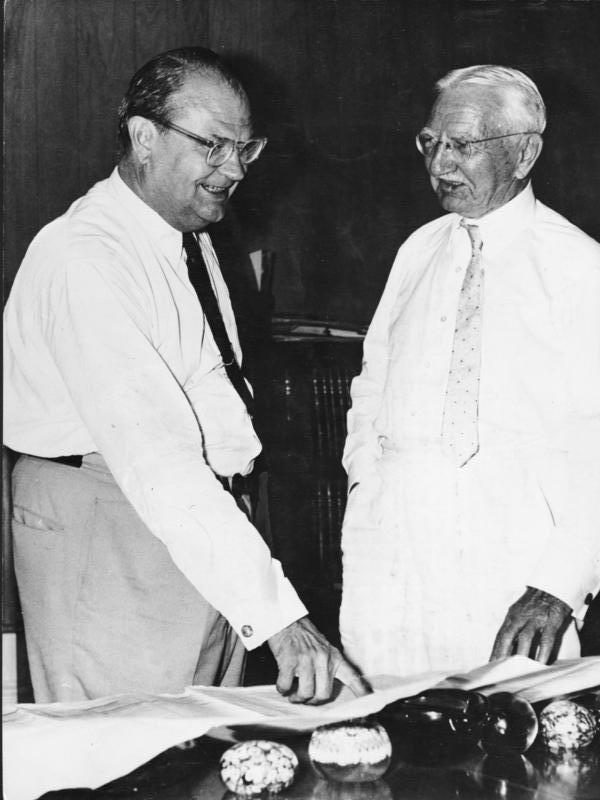
1962年10月、バハマ。バハマ経済大臣スタッフォード・サンズ(左)とシャハト(右)。

その後西ドイツのシュトゥットガルトで非ナチ化裁判にかけられ、第一審では「主要戦犯」として労働奉仕8年の刑を受けたが、1948年9月2日に上告審で無罪判決を受け釈放された。
釈放後はデュッセルドルフ銀行とその傘下のシャハト銀行で、クルップやティッセンなどの西ドイツ企業の、スペイン、ブラジル、エチオピア帝国、インドネシア、イラン帝国、エジプト、シリア、リビアなど発展途上国の経済・財政に関するアドバイザーとして活動した。
また、第二次世界大戦前よりドイツ人移民を多く受け入れ、第二次世界大戦後はクラウス・バルビーやアドルフ・アイヒマンなど逮捕を逃れるため逃亡する元ナチス高官や元ドイツ軍人の戦犯を多く受け入れていたアルゼンチンに渡り、オットー・スコルツェニーと同じくアドバイザーとして活動した。1970年、自宅での転倒事故が原因で塞栓症で死亡した。享年93。

## 人物
身長は191センチという。

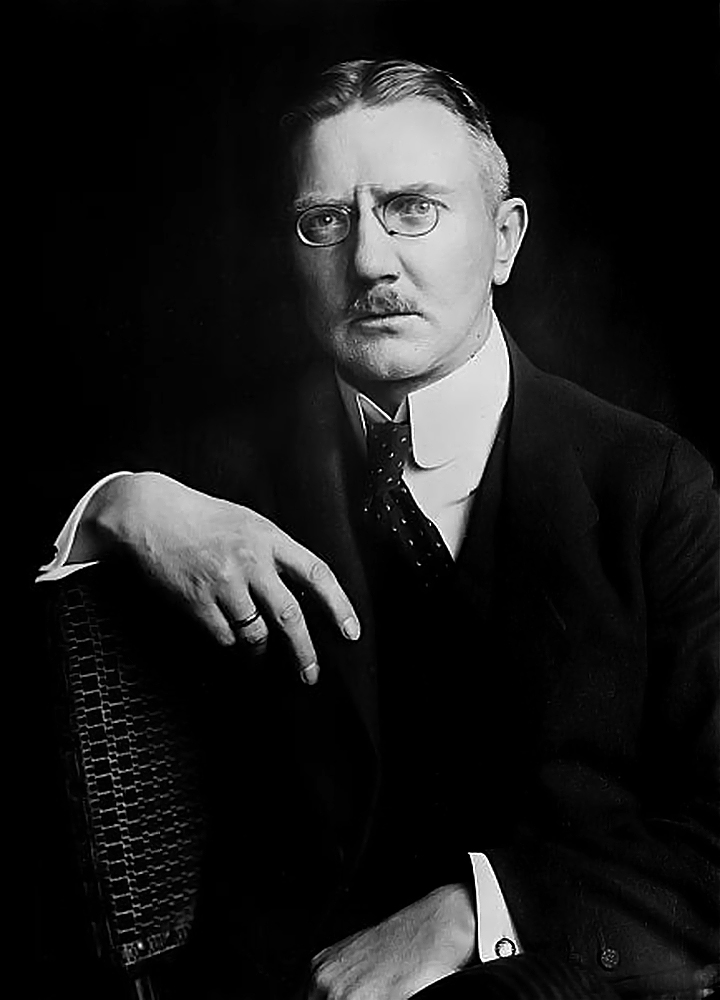
ヒャルマル・シャハト

ニュルンベルク刑務所付心理分析官グスタフ・ギルバート大尉が、開廷前に被告人全員に対して行ったウェクスラー・ベルビュー成人知能検査によると、シャハトの知能指数は143で、全被告人中では一番知能の高い人物であるとのことであった（ただシャハトは高齢であることを考慮されて実際の素点の数値より15から20多く出されている。調整前の素点では141のアルトゥル・ザイス＝インクヴァルトが一位であった）。この試験を受ける時、シャハトは不安そうに「単純な計算問題は苦手なんだ」と述べたという。ギルバートが「ドイツ再軍備のために財政を切り盛りした天才がですか？」と聞くと、シャハトは「計算が得意で、しかも金儲けも名人だなんて奴は、十中八九詐欺師だね」と述べた。自分がトップだという結果を聞いたシャハトは安堵し、「まさに私の予想したとおりになったな」と自慢げに語った。
シャハトはプライドが高く、ニュルンベルク裁判で戦犯として告訴されたことについて「他の被告連中は罪人だが、私は違う」と強く反発していた。事あるごとに自分がいかにヒトラーやナチスと無縁であるかを強調した。特に1934年と1935年の訪米の事をよく話し、「ルーズヴェルトと親しく会談した」ことや、「ナチスに目を付けられる危険を冒してアメリカ・ユダヤ人の有力者たちと会見して彼らの前で演説した」ことを誇った。

### ゴールデンソーンのインタビュー
ニュルンベルク裁判中にレオン・ゴールデンソーンから受けたインタビューの中でヒトラー政権に参加した理由について、経済的混乱の中でドイツ国民は中産階級政党も社会民主党も信じなくなり、選択肢は共産主義かヒトラーしかなくなっていたとしたうえで次のように語った。
「共産党員は神は無意味で不合理と吹聴し、無理からぬ国民感情をないがしろにして国際主義を唱道した。対してヒトラーは共産主義が否定した二つのもの、国家の尊厳と宗教を擁護しようとした」、「最終的にヒトラーは宗教に背信し、国民主義を返上することによって全ての人を裏切り、自分の理念さえも裏切ったので、今となっては皮肉なことだが、当時は誰もがヒトラーを信じた。1932年7月にはヒトラーが全議席の四割を獲得した。ドイツの歴史上一つの政党がこれほどの議席を獲得した例はなかった」、「その時点でヒトラーの悪人ぶりを知る者はいなかった。彼が国民を裏切るとは誰も思っていなかった」、「私について言えば民主的な思想を持ち、民主的な手法や議会運営に慣れていただけに選択の余地はなかった」、「1932年7月にヒトラーが当選すると彼が合法的に国民から選ばれたという事実を受け入れるしかなかった」、「ヒトラーなんかお呼びじゃないと言ってしまえば私は一民間人の立場に引かざるをえなかっただろう。私は祖国のために働きたかったのだ」、「引退して一市民として暮らしたり、彼一人に権力を握らせておいたりしたら、彼の行動にブレーキをかけることなどできない。それなら現場にいて彼の行く手を阻む方がずっと利口ではないか」、「彼の政策が非道徳的であることは明らかだったし、私は1935年頃から疑念を持ち始めていた。そして教会の弾圧、ゲシュタポ、ユダヤ人問題といった非合法的な事柄や一般的良識に反するその他諸々に関して機会あるごとにヒトラーに抗議した。公私の区別なく、本人に面と向かって反論したのだ。信じてもらえるかは別として、私はそれをやった唯一の人間だ。聖職者、政治家、科学者、実業家の誰一人として私が公私にわたって彼に言ったことを彼に言おうとしなかった」、「私は彼が戦争をしようとしていると察知して経済相を辞任した。ヒトラーは無任所大臣のポストに留まるなら辞表を受理すると言った。彼は自分の犯罪的な政府と国際的に有力で信用される経済学者・銀行家　―つまり私― との間に対立がないことを世界にアピールしたがっていたのだ。私がこの条件を呑まねば彼は辞表を受理しなかった。さらに私は国立銀行から国への融資も停止した。それ以上私になにができたのだ。どこが問題だというのかね」。
「何故トーマス・マンのようにドイツを出なかったのか」という質問に対しては、第二次世界大戦前にアメリカへの亡命を企てていたものの、それに失敗していた事実があるにもかかわらず、「祖国を離れた人々は何か国民のためになることをしたのだろうか。トーマス・マンは何の役にも立っていない」と一蹴した。
ユダヤ人迫害については次のように述べた。「私は人種的迫害には賛成しなかった。私が経済相と国立銀行総裁を務めていた1933年から1938年まではユダヤ人が経済や金融で不利益を被ることはなかった。その間もナチスはユダヤ人を標的とする迫害や略奪を行っていたが、それは私の管轄外なので責任は負えない。私はユダヤ人の友人をドイツ国外に逃がすことで助けていた。ただユダヤ人問題はいくつか原因があった。もちろんヒトラーは常に反ユダヤ主義者だったが、彼が政権を獲る直前のドイツではユダヤ人が数々の金融不正事件に関与していた。しかもユダヤ人は東方から続々とやって来てドイツに定住し、ビジネスを展開中だった。そのうえユダヤ人の中にはおびただしい数の共産党員がいた」、「私は部下である一人のユダヤ人に命じてドイツのユダヤ人中央委員会に伝言を届けさせた。その内容はユダヤ中央委員会がユダヤ人の共産党入党を禁じる決議案を採択することを求めたものだった。この部下は数日後に戻ってきたが、残念ながらユダヤ中央委員会は私の勧告にしたがって行動する気はなかった」。
ここまで聞いたゴールデンソーンが「ある組織がそのメンバーに政治思想の自由を禁じるのは市民的自由への侵害であると思う。貴方のユダヤ中央委員会への勧告はそもそもファシズム的ではないか」と追及すると、シャハトはむっとした様子になって「もちろん私は信仰の自由と同じく政治思想の自由も認めている。しかし共産主義は例外だ。これだけは認めてはならない。私がやろうとしたことはユダヤ人が共産主義に染まらないようにしたに他ならない」、「私が不安なのは君たちアメリカ人が先の大戦と同じ轍を踏むのではないかということだ。つまり君たちがドイツを引き揚げ、ヨーロッパを後にすればソ連が好き勝手にふるまうようになるということだ。そうなれば民間事業や個人の自由はナチ党政権と同程度に侵害されるだろう。恐ろしい」と返答した。
共産主義には強い拒絶感を示し、「ナチズムよりボルシェヴィズムの方がはるかに危険だと思う。確かにボルシェヴィキは民族根絶やしを目論んだことはないが、この一点を除けば、民間企業軽視など、極左の方が人の道から外れている」、「ソ連占領地域では財産を無償で接収する法律が既に公布されている。ザクセン州にある5000の製造業者が無償で財産を奪い取られた。私有財産制度を廃止すれば社会生活の根幹が揺らいでしまうというのに」、「他人の財産に手を出すのは犯罪だ。この手口はボルシェヴィキとヴェルサイユ条約によって採用された。これほど大きな過ちはない」と述べた。
ゴールデンソーンが「フンクとヘーメンから聞いた話」として「シャハト支配下の経済省がユダヤ人を経済的の追い詰める政策を行ったことによってユダヤ人迫害が強まった」と指摘すると、シャハトは次のように述べて反論した。「フンクは自分の罪を私に着せようとしているのだ。ヘーメンのことは話に聞いているが、彼は信用できる人物ではない。私が自ら公布した法律を反ユダヤ主義法と称したことはない。たしかにユダヤ人が公職に就くことや特定の事業分野に占めるユダヤ人の割合を制限する法律を一つだけ公布したと思うが、それはヒトラーに命令されて、やむなく公布したのだ。しかしそれは理不尽と呼べるほどの内容ではなかったし、迫害とは違うと思う」。
そして最後にシャハトは「ヒトラーには忍耐力も理解力もなかった。私は彼の政策にそういう要素を盛り込もうと奮闘したが、失敗に終わった。それが私の悲劇の人生だ。しかたがない。いままで生きてきてこれほど惨めなことはない。私が戦争を支持したことはない。戦争は勝っても負けても人道に対する罪だ。今手にしているこの雑誌によると月はいずれ地球に落ちてくるそうだが、その日が来るまで我々は世界をもっと住みよい場所にしようと努力しなければならない。今はそういう心境だ」と述べた。
ゴールデンソーンはシャハトの印象を次のように述べた。「彼は自分の発言を批判されたり、疑われたりすることが耐えられないようだ。私が時折彼の身の潔白や邪心の無さをあからまさに疑ったりすると、彼はいらだち、甲高い声を張り上げることもあった。例によって彼は怒れる無実の人間を気どり、律義な銀行家としては憤懣やるかたないという態度を取っている」。

## 経済についての考え
シャハトは、保守的な人物であり、イングランド銀行総裁のモンタギュー・ノーマンと同じく、金本位制を支持していた一方、シュトレーゼマン内閣に於いて財務大臣を務めたルドルフ・ヒルファディングはシャハトと違い社会主義的経済を目指したため、資本主義的経済を目指し、私有財産を神聖視したシャハトとの対立を引き起こした。
また、シャハトは「強いドイツ」の実現のために軍拡に賛成していたが、ドイツを自己防衛できるようにすることを目標としていた。このことは、シャハトが過度の軍拡を予想せず、ある程度の軍拡のためにメフォ手形の発行を行い、返済できる（実際に過度の軍拡をヒトラーやゲーリングらが進める前は少しずつだが、メフォ手形の返済残額を減らせていた）と考えたことにも表れている。また、ヒトラーやゲーリングはアウタルキー（自給自足／閉鎖経済）のために、東欧に領地を求めるべきだと考えていた一方、シャハトは植民地を得て、より安価に資源を手に入れ、外国の需要に応える産業をつくることで、経済を回復させるべきだと考えていた。
それに加えて、シャハトはケーニヒスベルク演説に於いて「水晶の夜」を非難し、シャハト在任中の経済省内、ライヒスバンク内でのユダヤ人の追放は、民間の企業に職を見つけられたものに限られていた。
このことから、次第にヒトラーやゲーリングとの溝が深まっていった。そして、シャハトがヒトラーに覚書を提出した1939年に、シャハトは解任された。
この覚書を読んだヒトラーは「反乱だ！」と言ったという。

## 邦訳著書
- 『戦時経済とインフレーション - ドイツ・マルクの混乱より安定まで』（越智道順訳, 叢文閣, 1935年）
- 『ナチス戦時経済講話 - 戦費と財政政策』（共著, 中屋則義訳, 八元社, 1940年）
- 『我が生涯（上・下）』（永川秀男訳, 経済批判社, 1955年）
- 『イギリス重商主義理論小史』（川鍋正敏訳, 未來社, 1963年）

博士論文を公刊したもの。原著1900年